# Mytí rukou

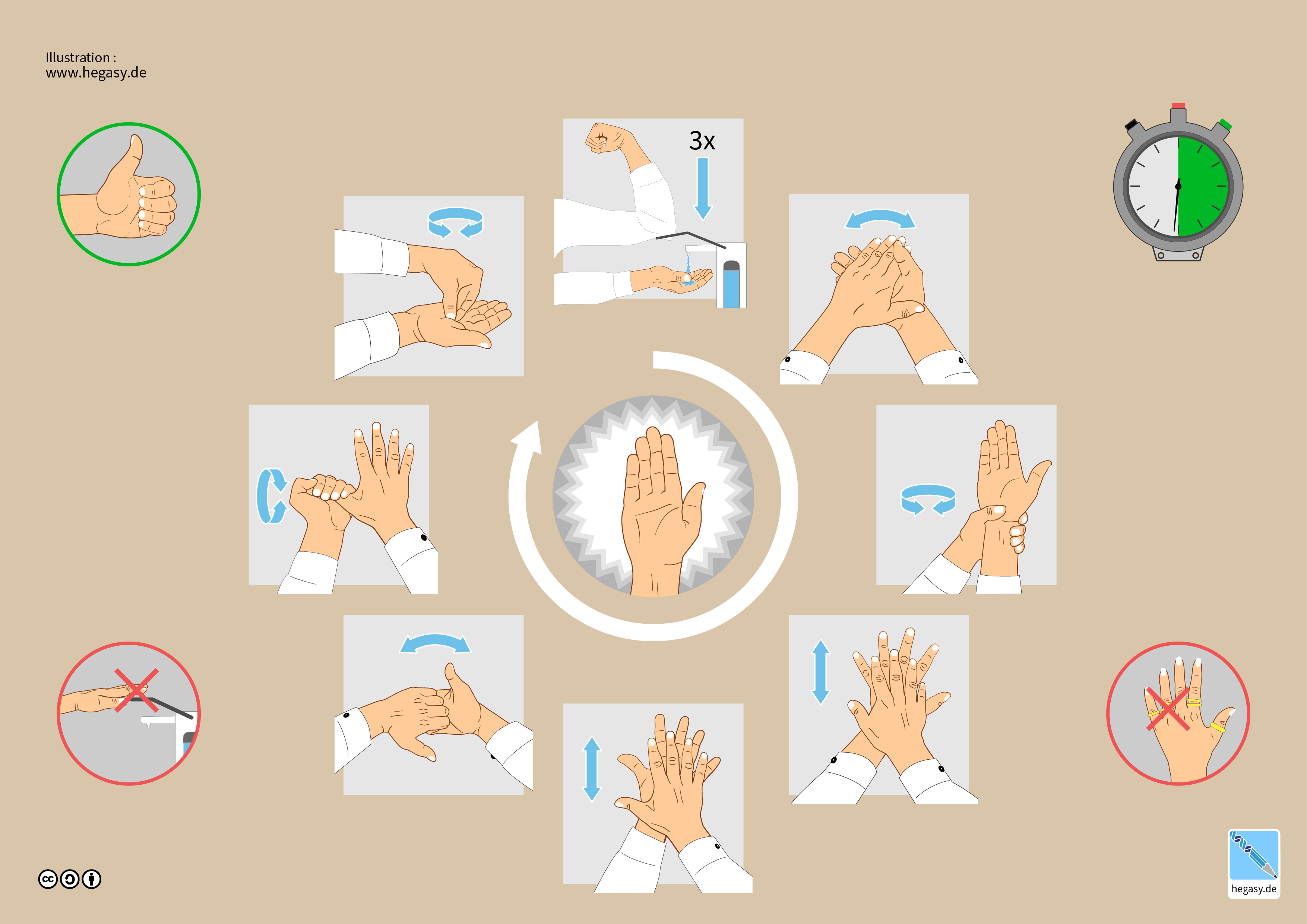
Mytí rukou

Mytí rukou je jedním ze základních prvků hygieny. Při mytí rukou dochází k mechanickému ale i chemickému odstranění nečistot a také k odstranění přechodné mikroflóry z rukou. K mytí rukou se používá voda a nejčastěji mýdlo nebo jiný mycí prostředek
Mytí rukou je zvláště důležité v prostředích, kde hrozí jejich zvýšená kontaminace (ordinace, nemocnice) nebo při činnostech, kdy může docházet naopak ke kontaminaci předmětu neumytýma rukama (např. v kuchyni). Mechanické mytí rukou (MMR) je v lékařské praxi doplněno desinfekcí rukou.
Světová zdravotnická organizace doporučuje mýt ruce:
- před, během a po přípravě jídla
- před jídlem
- před a po péči o nemocnou osobu
- po použití toalety
- po výměně plen nebo čištění dítěte, které použilo záchod
- po vyfukování nosu, kašli nebo kýchání
- po dotyku se zvířetem, krmivem nebo zvířecím odpadem
- po dotyku odpadu.

## Přínosy pro zdraví
Mytí rukou má mnoho zdravotních výhod. Je to prevence proti průjmu; snižování respiračních infekcí. Studie z roku 2013 ukázala, že zlepšené postupy mytí rukou mohou vést k malým zlepšením v délkovém růstu dětí mladších pěti let. V rozvojových zemích se míra dětské úmrtnosti vztahovala na respirační a průjmová onemocnění, které lze snížit zavedením jednoduchých změn chování, jako je mytí rukou mýdlem. Tento jednoduchý postup může snížit úmrtnost na tyto nemoci o téměř 50 %. Zásahy, které podporují mytí rukou, mohou snížit průjmy o asi třetinu, což je srovnatelné s poskytováním čisté vody v oblastech s nízkými příjmy.
Mytí rukou mýdlem je jediný nejúčinnější a levný způsob, jak zabránit průjmu a akutním infekcím dýchacích cest (ARI). Ruční hygiena by měla být automatická v domácnostech, školách a komunitách po celém světě. Pneumonie, ARI, je hlavní příčinou úmrtnosti dětí mladších pěti let, přičemž životy se odhadují na 1,8 milionu dětí ročně. Hnačka a pneumonie dohromady představují téměř 3,5 milionu úmrtí dětí ročně. Podle UNICEF může přeměna mytí rukou mýdlem před jídlem a po použití toalety na zakořeněný zvyk zachránit více životů, než jakákoli jednotlivá vakcína nebo lékařský zásah, snížit úmrtí na průjem téměř o polovinu a úmrtí na akutní respirační infekce o čtvrtinu. Mytí rukou také chrání před impetigem, které je přenášeno přímým fyzickým kontaktem. 

## Nežádoucí účinky
Malý nepříznivý účinek mytí rukou je ten, že časté mytí rukou může vést k poškození kůže v důsledku zaschnutí kůže. Dánská studie z roku 2012 zjistila, že nadměrné mytí rukou může vést k svědění, šupinatému stavu kůže známému jako ekzém nebo dermatitida rukou, což je zvláště běžné u zdravotnických pracovníků. Příliš časté mytí rukou je také považováno za jeden z příznaků obsedantně-kompulzivní poruchy (OCD).